# Aslia spyridophora
Aslia spyridophora is een zeekomkommer uit de familie Cucumariidae.
De wetenschappelijke naam van de soort werd in 1923 gepubliceerd door Hubert Lyman Clark.